# Neolumpenus unocellatus
Neolumpenus unocellatus is een straalvinnige vissensoort uit de familie van stekelruggen (Stichaeidae). De wetenschappelijke naam van de soort is voor het eerst geldig gepubliceerd in 1987 door Miki, Kanamaru & Amaoka.